# Göteborgs socialdemokratiska partidistrikt
Göteborgs socialdemokratiska partidistrikt (innan 1990 benämnt Göteborgs arbetarekommun, och vardagligen kallat Socialdemokraterna i Göteborg) är den socialdemokratiska lokalorganisationen i Göteborg. Organisationen bildades år 1890 i stadsdelen Haga, på Bergsgatan 24. Det var den första arbetarekommunen i Sverige. 
En arbetarekommun är detsamma som en lokalorganisation av Sveriges socialdemokratiska arbetareparti (SAP, Socialdemokraterna), med uppgift att ta hand om partiets intressen vid politiska och kommunala val och i övrigt hävda sina medlemmars intressen vid avgörande av allmänna spörsmål. Både enskilda personer eller hela föreningar, som fackföreningar eller politiska föreningar kan ansluta sig till en arbetarekommun. Bland anslutna föreningar återfinns Socialdemokratiska föreningen (Sveriges första socialdemokratiska organisation) och Göteborgs socialdemokratiska högskoleförening (GSHF). 

## Historia
Den 1 maj 1890 firade arbetarekommunen i Göteborg med en öppen demonstration. Den sparkades igång till tonerna av Marseljäsen och gick från Drottningtorget till Heden där det högtidliga arbetarmötet hölls utanför Exercishuset. Bland annat talade John Kjellman, C.M. Heurlin, Per Weilow och Nils Frykholm vid mötet. 
Senare på året, den 30 november konstituerades Göteborgs arbetarekommun i Arbetareföreningens stora sal. Det skulle utgöra en samorganisation för stadens politiska och fackliga arbetarorganisationer. Elva arbetareföreningar med 664 medlemmar anslöt sig. 22-årige J.A. Ahlström var arbetarekommunens första ordförande. Socialdemokratiska föreningen med Fredrik Sterky anslöt sig först den 1 april 1892. Den 10 juli valdes Sterky till ordförande.
"Folkets hus" i Göteborg låg vid den tiden vid Skanstorget, och utgjorde en naturlig samlingspunkt för arbetarrörelsen innan Folkets hus vid Järntorget byggdes under slutet av 1940-talet (helt färdigställt 1955). Heden var föremål för första maj-demonstrationerna innan företeelsen överflyttades till Götaplatsen. 
År 1927 hade Göteborgs arbetarekommun bara 19 500 medlemmar medan Stockholms arbetarekommun hade 38 400 medlemmar och Malmö 21 000.

## Ordförande
| År        | Namn              | Yrke                       |
| --------- | ----------------- | -------------------------- |
| 1890–1891 | J.A. Ahlström     | möbelsnickare              |
| 1891      | E. Sjöblom        |                            |
| 1891      | Anders Sörensson  | cigarrmakare               |
| 1891–1892 | J.A. Johansson    | kakelugnsmakare            |
| 1892–1895 | Fredrik Sterky    |                            |
| 1895–1896 | G. Bergstedt      |                            |
| 1896–1898 | E.H. Carlsson     |                            |
| 1898      | Anders Sjöstedt   |                            |
| 1898–1899 | E.H. Carlsson     |                            |
| 1899–1900 | S. Persson        |                            |
| 1900      | E.H. Carlsson     |                            |
| 1900–1910 | Herman Lindholm   | möbelsnickare              |
| 1910      | Karl Gutke        |                            |
| 1910      | Albert Thorsson   |                            |
| 1910–1911 | Karl Gutke        |                            |
| 1911–1913 | J.A. Höglund      | skomakare                  |
| 1913–1932 | Axel Dahlström    | expeditör                  |
| 1933–1945 | J.A. Fagerberg    | spårvägsman                |
| 1946–1966 | Torsten Henrikson | redaktör                   |
| 1967–1975 | Erik Johannesson  | direktör                   |
| 1975      | Gösta Björck      | vice ordförande, ombudsman |
| 1975–1997 | Sven Hulterström  | kommunalråd, statsråd      |
| 1997–2007 | Frank Andersson   |                            |
| 2007–2019 | Anna Johansson    |                            |
| 2019–     | Mattias Jonsson   |                            |

## Bildgalleri

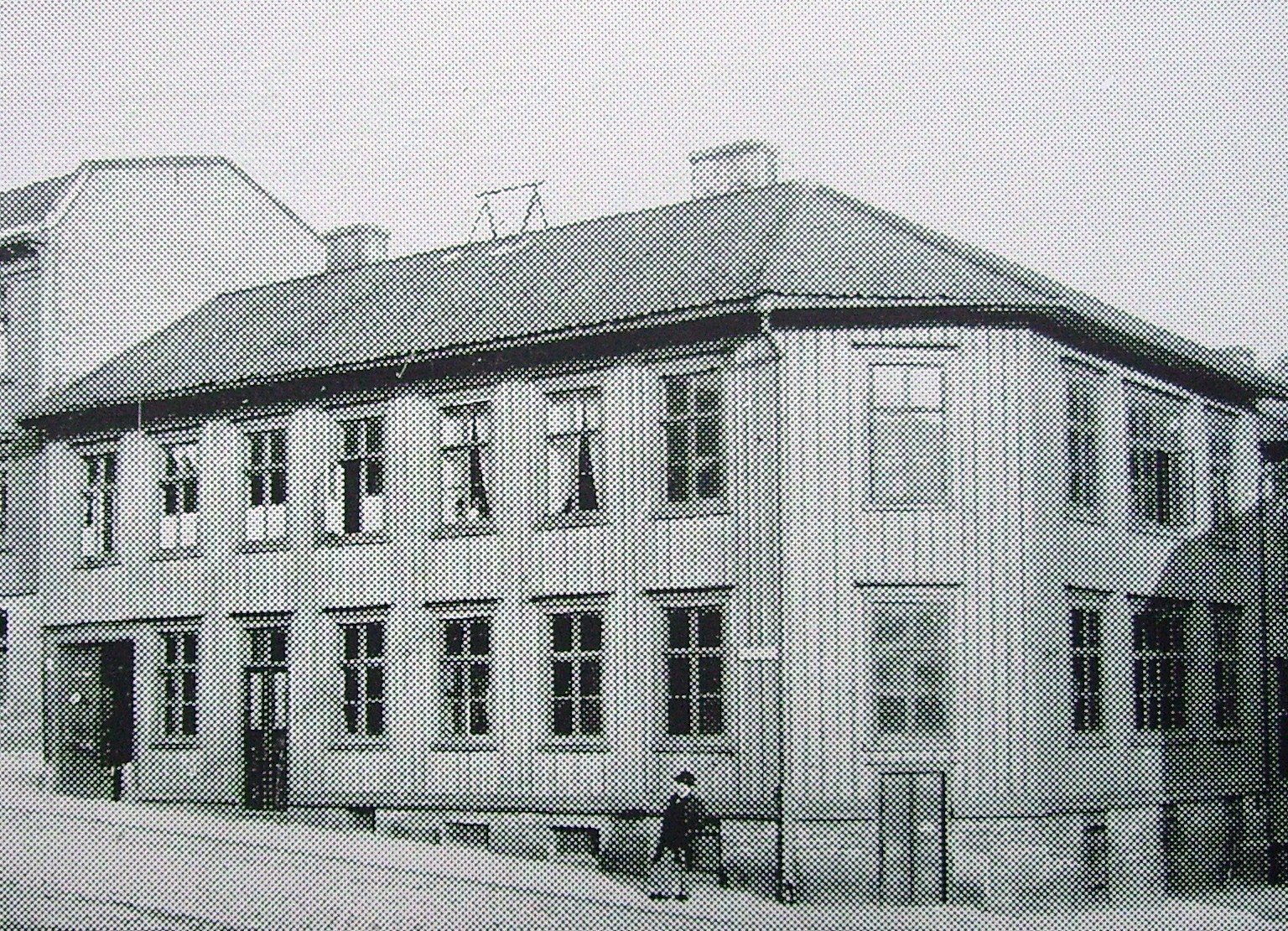
Göteborgs första Folkets hus, vid Skanstorget.
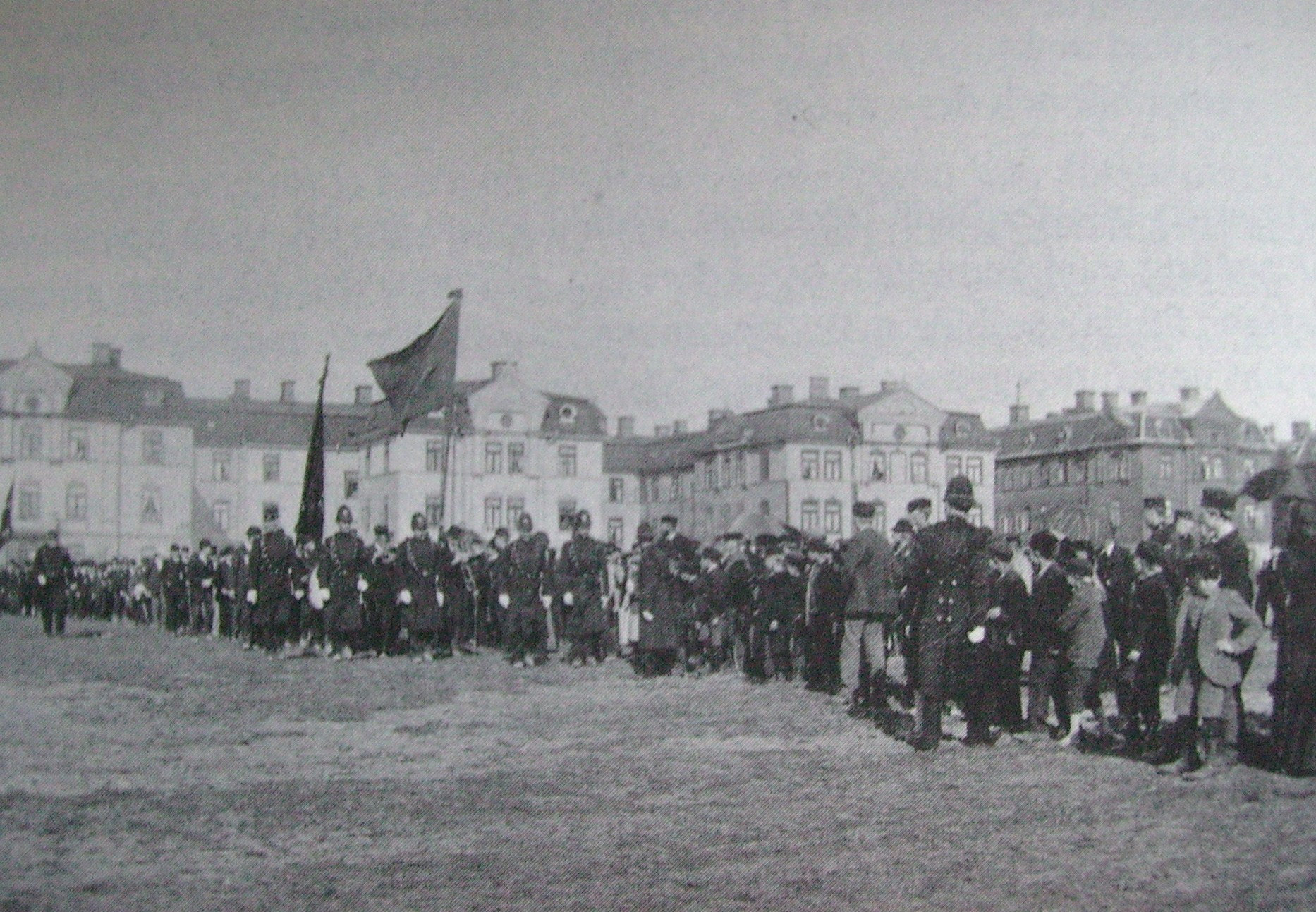
Första maj-demonstration i Heden mot 1890-talets slut.
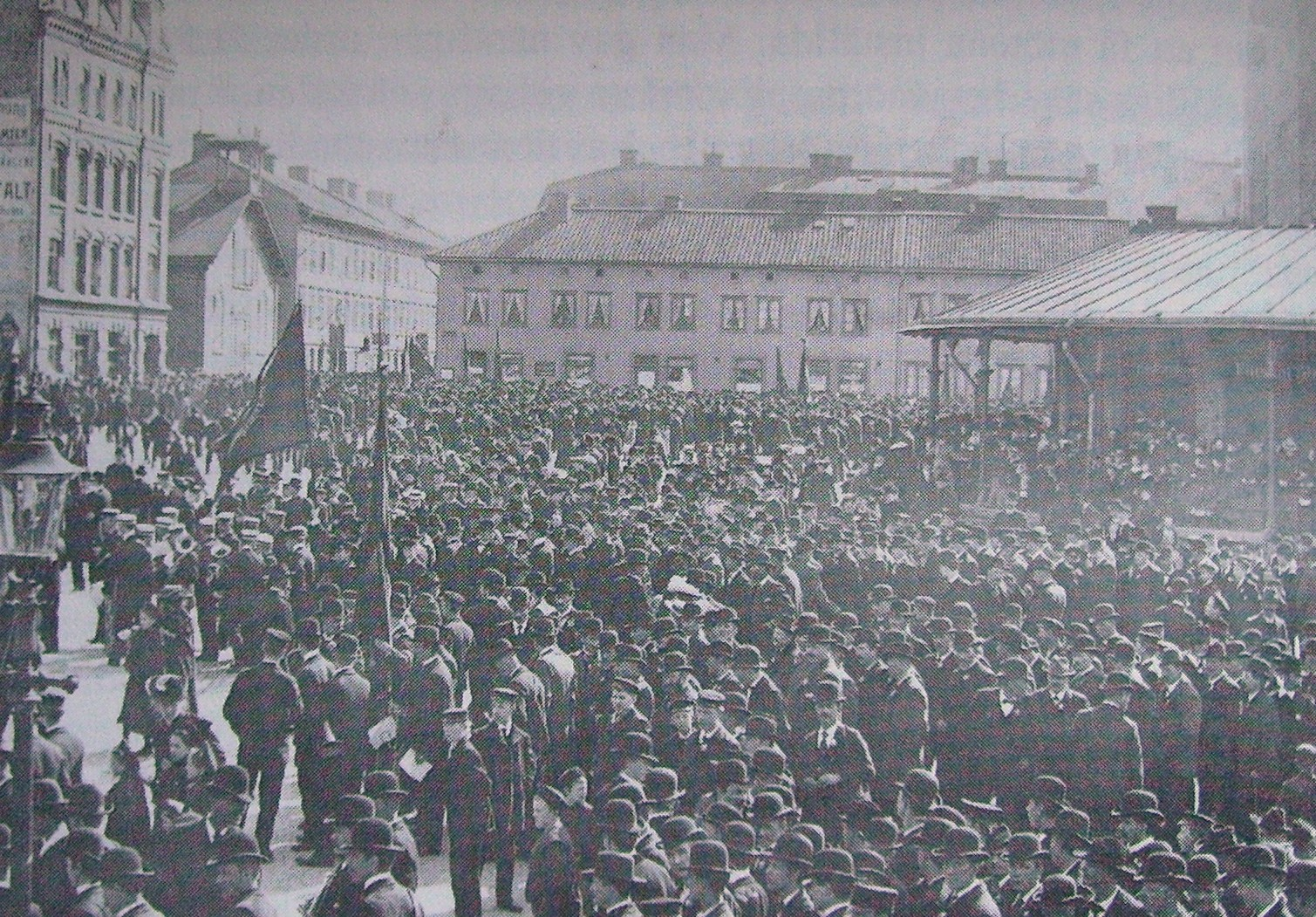
Skanstorget på 1910-talet. Foto: Göteborgs historiska museum.